# Biriuch
Biriuch (ruso: Бирю́ч) es una ciudad de Rusia, capital del raión de Krasnogvardéiskoye en la óblast de Bélgorod.
En 2021, el territorio de la ciudad tenía una población de 7322 habitantes, de los cuales 7114 vivían en la propia ciudad y el resto en dos pedanías: el pueblo (seló) de Sadkí y el posiólok de Nikolski.
Se ubica unos 20 km al oeste de Alekséyevka, sobre la carretera 14K-1 que lleva a Bélgorod pasando por Novi Oskol y Korocha. Forma una conurbación de más de catorce mil habitantes con los asentamientos rurales de Zasosna y Strelétskoye. A lo largo de esta aglomeración urbana fluye el río Tíjaya Sosná.

## Historia
El topónimo de la ciudad hace referencia a un instrumento de percusión metálico tradicional formado por varias campanillas, que se usaba para hacer anuncios en núcleos comerciales y que aparece reflejado en el actual escudo de la ciudad, aunque no está claro si la localidad tuvo en algún momento alguna relación con este instrumento. La localidad fue fundada en 1705 con este topónimo, inicialmente como una fortificación habitada por cosacos. Adoptó el estatus de ciudad en 1779, cuando se estableció aquí la sede de un uyezd en la gobernación de Vorónezh. A finales del siglo XIX superaba los trece mil habitantes, de los cuales más de diez mil eran hablantes de ucraniano, por tener origen la localidad en el entorno de la Ucrania Libre.
En 1917, debido a la gran cantidad de comerciantes y artesanos que vivían en la ciudad, Biriuch fue un importante foco de resistencia contra la Revolución de Octubre, y acabó siendo un lugar de continuos combates durante la guerra civil rusa, en la que perdió cuatro quintas partes de su población. La Unión Soviética castigó a la localidad reduciendo su estatus en 1924 a una simple localidad rural y cambiando su topónimo a "Slobodá Budionni" en referencia a Semión Budionni, quien había dirigido las tropas rojas en la zona durante la guerra. En 1958 pasó a llamarse "Krasnogvardéiskoye". Aumentó su territorio en 1969 al fusionarse con varias localidades rurales vecinas, por lo que en 1975 adoptó estatus de asentamiento de tipo urbano. En 2007, para celebrar el tercer centenario de su fundación, la Duma Estatal acordó devolverle el estatus de ciudad con su topónimo original.